# 薩塞克斯王國
南撒克逊王国，又称薩塞克斯王国（英語：Kingdom of Sussex），是中世紀早期在英格蘭由盎格鲁-撒克逊人所建立的七大王國之一。該王國位於大不列颠岛南岸，最初是六世纪撒克逊人建立的殖民地，後来成为一个独立的王国。薩塞克斯王國相較其他盎格鲁-撒克逊王国留下較少的歷史紀錄，没有的留下国王列表；並且同時有數位地方统治者，中央集权程度比其他諸國低。大約在827年的埃倫頓戰役後，薩塞克斯王國被威塞克斯王國併吞。
薩塞克斯王国的建國传说是477年埃勒和他的三个儿子乘坐三艘船抵达，征服後來的薩塞克斯地區。埃勒成为了亨伯河以南其他盎格鲁-撒克逊王国的霸主（布雷特瓦爾達）。历史学家对埃勒是否存在抱有歧見，但考古证据顯示南撒克逊人的影響力在5世纪曾短暂扩张到英格蘭中部地区。
在7至8世纪，薩塞克斯王國一直与西邊的威塞克斯王国发生冲突。埃塞爾威赫与基督教國家麦西亚王國结盟对抗威塞克斯，成为薩塞克斯的第一位基督教国王。在聖威爾弗里斯的支持下，薩塞克斯成为最后一个基督教化的盎格鲁-撒克逊主要王国。薩塞克斯和麥西亞聯軍控制了现在的東汉普郡和怀特岛。威塞克斯國王的卡德瓦拉杀死埃塞爾威赫，入侵薩塞克斯大肆破壞與屠殺。南撒克逊人成功迫使卡德瓦拉离开薩塞克斯，並率軍進攻肯特王國，推翻其国王的統治。然而薩塞克斯王國沒能重新獲得強權地位。不久後，卡德瓦拉卷土重來，杀死薩塞克斯国王，並奴役其人民。南撒克逊神职人员受由西撒克遜的温彻斯特教區管理，仅在715年左右由塞爾西的埃德伯特出任第一任南撒克逊主教。
在受到麦西亚国王奥法统治一段时间后，薩塞克斯王國重获独立，但又在827年左右臣服於威塞克斯王國，並在860年被完全併吞。

## 地理
薩塞克斯王国的領土基於古代凱爾特王国暨羅馬城邦（Civitas）雷格尼而來，其疆界与後来的薩塞克斯郡大抵一致。7世纪時，薩塞克斯王国曾短暫控制了怀特岛和位于汉普郡东部米恩河谷的米恩瓦拉部落领土。在8世纪後期薩塞克斯被麥西亞國王奧法征服時，似乎已經吸收了東南方的黑斯廷加王國。
薩塞克斯王國大部分的領土都被森林所覆蓋，這片森林在羅馬不列顛時代被稱為安德雷德森林，得名於安德里圖姆堡壘（今佩文西），撒克遜人稱其為或，今日則稱作威爾德森林。根据《盎格鲁-撒克逊编年史》，这片森林有190公里寬（實際上可能更接近140公里寬），50公里深。這是英格蘭地區最大的森林及荒地，是狼群、野豬及熊的棲地。其樹林過於茂密以致於《末日審判書》都沒有紀錄其中的定居地。茂密的森林使王國難以擴張，但也成為免於鄰國入侵的天然屏障。雖然森林使得薩塞克斯王國在盎格魯-撒克遜英格蘭中相對孤立，但羅馬古道仍然貫通威爾德森林成為交通要道。除了威爾德森林外，薩塞克斯西端的曼胡德半島之名源於古英語的，意為"男人的樹林"或"平民的樹林"，顯示在過去也曾經是林地。
薩塞克斯南部的海岸線與今天不太相同，沖積平原還不存在，感潮河川的河口也更往內陸延伸。根據估算，沿海平原可能比現在寬至少一英里。在13世紀人們重新開墾潮汐沼澤之前，沿海平原包含潟湖、鹽沼、寬闊的內灣、小島及半島地形。對5至6世紀的南撒克遜人來說，這樣的海岸線近似於他們在菲士蘭、下薩克森、什勒斯維希-霍爾斯坦的故鄉沿海。
受到地形影響使王國內產生明顯的區域差異，富饒的沿海平原仍然是盎格魯-撒克遜侍從貴族選擇建立大型莊園的地方，有些領地邊界有留下土地契約可以確認。南薩克遜人對威爾德地區的影響最大，丘陵地則較為冷清。沿著丘陵的北坡到北部邊界有一系列的教區管理，每個教區的面積大致相等，約1600公頃。在中世紀早期，薩塞克斯的河流為沿海地區、河口與河岸邊的社區提供聯繫，可能型塑了該地區統一的認同感。
薩塞克斯王国的边界可能在6至7世纪左右具體成形。《末日審判書》列出了东汉普郡/西萨塞克斯边境的四个「馬登」地區（意為「下邊界」），反映了他们的位置。埃姆斯河的一条支流從斯托頓延伸到北馬登，成為薩塞克斯的西疆。比德将与威塞克斯王国鄰接的西部边界描述为「怀特岛的另一邊」。往東的羅姆尼濕地和里門河（今稱羅瑟河）和肯特王國接壤。威爾德森林的山脊以北是薩里小王國，該國是長期受到各國爭奪的爭議地區，直到最終成為威塞克斯王國的一部份。薩塞克斯王國南臨英吉利海峽，對岸即是法蘭克王國。
到了680年代基督教被引入时，塞尔西和奇切斯特周邊地区已成为王国的政治中心，不過幾乎沒有考古證據顯示9世紀前南撒克遜人有重新定居奇切斯特城市本身。在埃德河和烏斯河之間的薩塞克斯中部地區則是以迪奇靈為重要中心，直到雷威斯在9世紀建立。到了11世紀，主要城鎮大多發展自阿爾弗雷德大帝建立的堡壘市鎮（burhs）。
薩塞克斯用來運送牲畜的古老牧道將南部沿海與低地的社區和威爾德地區的夏季牧場連結。這些牧道可能在羅馬佔領時代之前就存在，在盎格魯-撒克遜時代持續被利用。由牧道發展成的道路系統，顯示古老的南撒克遜人相對連接東西向的鄰近聚落，更在意連結南北向的主要社區及內陸的林地牧場。牧道對薩塞克斯的聚落格局產生長遠影響，當教堂開始興建時，理想的建設地點是牧道與河流的交會點。久而久之，商人被吸引到教堂周邊建立村莊或集鎮，例如迪奇靈、謝爾曼伯里、瑟克罕、阿斯赫斯特及希普利。薩塞克斯各地的豬牧場從豬舍和豬農的臨時小屋發展成農場、水磨坊、教堂和集鎮。威爾德高地的教堂大多位於孤立的山脊上，遠離河谷邊的農場，例如今天的沃思和伊金菲爾德。
薩塞克斯王国的土地划分有时与其他盎格鲁-撒克逊王国不同。在撒克逊晚期，薩塞克斯的主要行政单位称为雷普，可能起源於羅馬不列顛時期。每個雷普再向下劃分為百戶區，作為稅收和行政區單位。在英格蘭傳統上，百戶區（Hundred）的字面意義是100海德（Hide，一種土地丈量單位，用以計算一地區應負擔的的軍役和稅收），但在薩塞克斯通常規模小很多。也可能在薩塞克斯每海德是英格蘭其他地區的兩倍。

## 人口
整個大不列顛的人口在4世紀左右急遽下降，從西元200年約有2-4百萬人，到西元300年剩下不到1百萬人。薩塞克斯在此期間也有類似趨勢。4世紀末，羅馬不列顛的出生率下降，在羅馬統治的末30年，在不列顛招募的三支軍隊轉移至歐陸，還有瘟疫和蠻族襲擾也加劇人口減少。薩塞克斯的人口在450年估計有2.5萬人，到了1100年才逐漸增加到3.5萬人左右。在1086年《末日審判書》出版時，薩塞克斯擁有英格蘭最高的人口密度。
1086年，在撒克逊时代结束後不久，薩塞克斯主要城镇的人口根據《末日審判書》紀錄可能如下：
| 排名 | 城镇     | 人口（1086年估計） |
| ---- | -------- | ------------------ |
| 1    | 奇切斯特 | 1,200–1,500人      |
| 2    | 雷威斯   | 1,200人            |
| 3    | 斯泰寧   | 600人              |
| 4    | 佩文西   | 500人              |

## 历史

### 建國傳說
薩塞克斯王國的起源故事記錄在《盎格魯-撒克遜編年史》中，這是由7份白話手稿集合成的一本書，成書於西元9世紀，遠比故事發生的時代晚大約400年。故事講述埃勒與他的三個兒子登陸基門海岸，殺害當地守軍並將殘兵逐往安德雷德森林。之後又描述485年埃勒與布立吞人在莫克雷德斯伯恩河岸附近戰鬥，以及在491年圍攻安德里圖姆堡壘（今佩文西）並屠殺平民。
埃勒的建國傳說可能是源於口傳，之後才記入編年史中。根據傳說，埃勒兒子們的名字成為了許多地名的起源。奇薩（Cissa）成為奇徹斯特的起源、基門（Cymen）成為基門海岸、伍蘭辛（Wlencing）成為蘭辛。基門海岸傳統上認為位於塞爾西西南部，但沒有考古證據顯示埃勒和三個兒子在塞爾西地區的存在。
从491年到7世纪的基督教化之間留下的文字史料十分匱乏，使得歷史學家難以做出明確定論。埃勒儿子們的名字保存在古英语地名中並不尋常。在其他起源传说中，奠基者的名字可能有布立吞語或拉丁語的根源，而非古英语。很可能在9世纪之前建國故事便已為人所知，但编年史家對故事進行操作以提供新政權一個共通的起源故事。這些傳說故事顯示布立吞人遭到乘坐小船而來的盎格魯-撒克遜人擊敗並取代。這些起源故事一直到19世紀都被廣泛相信。

### 早期（約450– 600年）
考古学者給出了和建國傳說不同的定居風景。日耳曼部落可能在477年以前就抵達薩塞克斯。透過考古墓地可以顯現當時定居的區域，並將考古文物和日耳曼本土發現的類似物品進行比較來了解定居者的根源。根據盎格魯-撒克遜墓地的數量，5世紀的主要定居區域是東薩塞克斯的烏斯河下游與卡克米爾河之間。不過在西薩塞克斯，沃辛西北部11公里處的高唐山丘也有發現兩個墓地。東薩塞克斯兩條河之間被認為是與當地政權簽約的盎格魯-撒克遜雇傭兵的居住地。但不論日耳曼早期定居者的定居模式為何，他們的文化很快地主宰了整個薩塞克斯。
簽約雇傭兵定居地一說可以透過一些考古證據支持。例如東薩塞克斯畢曉普斯通的洛克里山丘墓地發現羅馬晚期或羅馬不列顛的金屬製品，如鐵環胸針風格的帶扣，這顯示此處的定居點可以追溯到5世紀早期。隨後的挖掘發現大規模的撒克遜建築群，出土的22座建築中，3座是沉沒式茅屋、17座長方形建築。其餘中的一座以柱孔為特徵，柱孔之間為樑槽，另一座有8根獨立的大柱。
高唐山丘是唯一在東薩塞克斯以外發現的5世紀南撒克遜墓地。在兩公里外於1997年發現羅馬時代的金銀寶藏，其中年代最晚的是一枚約470年鑄造的錢幣。因此高唐山丘可能是撒克遜人埋藏寶藏的同時期使用的墓地。高唐山丘墓地使用者的定居地尚未被確定，但學者推測羅馬不列顛社群在當地控制了一群撒克遜雇傭兵。
雖然廣大的威爾德森林將薩塞克斯與薩里分隔開來，但兩地共同的考古證據幫助證明了埃勒是第一位不列顛霸主的說法。這種統一的領導通常不會持久。學者對獨特的碟形撒克遜胸針考古來證明埃勒的軍隊最遠北征至今天的牛津郡和格洛斯特郡西部，這個區域霸權可能在巴頓山戰役後終結。

### 基督教化和失去独立（600-860年）
491年以後薩塞克斯沒有留下文字史料。直到607年，編年史記載威塞克斯國王切奧爾伍爾夫與南撒克遜人作戰，南薩克遜人受到威塞克斯王國威脅而試圖和麥西亞王國結盟來保持獨立。對南撒克遜人而言，位處較遠的麥西亞國王對於保持薩塞克斯的獨立自治更有利。兩國的結盟透過薩塞克斯國王埃塞爾威赫得到鞏固，他在麥西亞的宮廷接受基督教洗禮，由麥西亞國王伍尔夫尔為他擔保，使埃塞爾威赫成為薩塞克斯第一位基督教國王。伍爾夫爾也贈與他懷特島和米恩瓦拉（今漢普郡的米恩河谷）的領土，並與其附庸國赫威塞的伊比公主和埃塞爾威赫聯姻。 

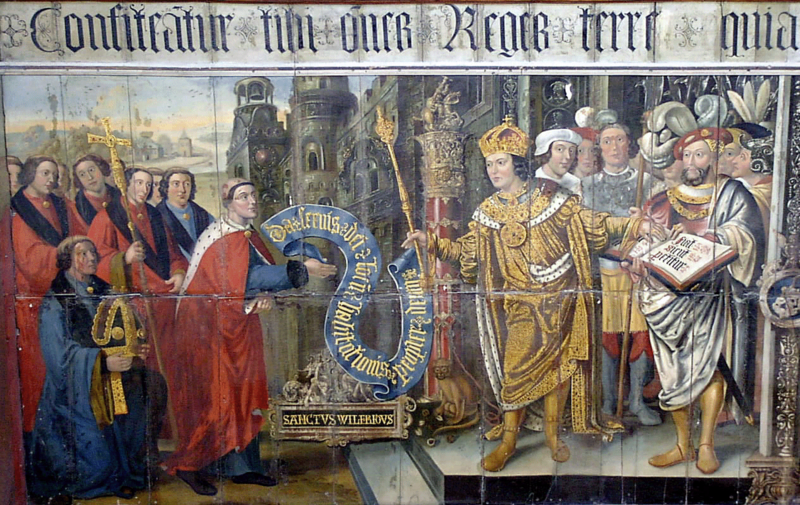
卡德瓦拉授予聖威爾弗里斯土地，16世紀繪製。

681年，聖威爾弗里斯被從諾森布里亞王國流放，來到薩塞克斯王國待了5年，为人民传福音和施洗。威爾弗里斯抵達時，薩塞克斯正在發生飢荒。威尔弗里德教当地人钓鱼，人民對威爾弗里德的教導印象深刻，因而同意集體受洗。傳說在洗礼當天天降甘霖，從而結束了飢荒。埃塞爾威赫授予威爾弗里德87海德的土地與一座王家別墅，他在此建立了塞爾西修道院。修道院後來成為南撒克遜主教的主教座，直到諾曼征服後，1075年倫敦會議下令將主教座轉移到奇切斯特。
圣威尔弗里斯抵达後不久，薩塞克斯王国就遭到了残酷的屠杀和破坏，埃塞爾威赫遭到被流放的西撒克遜王子卡德瓦拉殺害。埃塞爾威赫的兩位繼承者伯圖恩長老和安敦長老將卡德瓦拉驅逐。686年，南撒克遜人袭击了肯特国王赫洛斯赫爾，並扶持其侄子埃德里克為王。此时，薩塞克斯王國的領土从怀特岛延伸到肯特，有機會建立新的薩塞克斯霸权，但威塞克斯王國的快速复兴終結了这种可能性。正式成為威塞克斯國王的卡德瓦拉捲土重來，襲擊了埃德里克的肯特王國，並再次入侵薩塞克斯，殺了伯圖恩。臣服於威塞克斯王國的南撒克遜人遭到了數年的殘酷對待。據比德所說，臣服使薩塞克斯王國淪為更糟糕的奴隸制；南撒克遜的神職人員也被歸於溫徹斯特主教管轄。卡德瓦拉也佔領了懷特島，無情地消滅當地居民與王室成員。據學者分析，卡德瓦拉的野蠻行為可以解釋為薩塞克斯在麥西亞的幫助下向西擴張，嚴重威脅威塞克斯，迫使卡德瓦拉下定決心終結這種情況。
此後的薩塞克斯國王我們知之甚少，僅偶爾在土地契約中被提及。692年一位名叫諾斯赫爾姆（又名努納）的國王簽下一份給妹妹的贈與契約，由另一位名叫瓦特的國王擔任見證人。有一種理論認為瓦特可能是附庸於薩塞克斯王國的黑斯廷加王國（今黑斯廷斯周邊）的小國王。努納在《盎格魯-撒克遜編年史》中被記載為威塞克斯國王伊尼的親戚，兩人曾聯手對抗頓諾尼亞王國的布立吞國王傑蘭特。據比德的說法，伊尼也和卡德瓦拉一樣對薩塞克斯實行高壓統治，迫害南撒克遜人民多年。
薩塞克斯在722年之前的某時脫離了威塞克斯王國的統治，當時伊尼被記錄為薩塞克斯的入侵者，並在三年後再度入侵，殺死一名叫埃德伯特的西撒克遜流亡者，他逃進了薩塞克斯和薩里之間的威爾德森林，似乎尋求了南撒克遜人的協助。《盎格魯-撒克遜編年史》進一步記載了725年威塞克斯對薩塞克斯的征伐。
根据775年的一份契約，前塞爾西修道院長埃德伯特主教獲得努納國王授予一塊土地，也得到瓦特國王的見證，然而這份契約在現在被認為是10至11世紀早期的偽造品。
还有另一份被認為是真實的契約書，記錄阿倫河谷一系列的土地交易。首先是努納向貝赫弗里斯提供一塊土地，可能是作為興建修道院用。貝赫弗里斯將土地轉讓給伊奧拉，後者又將土地賣給伍夫赫爾。土地隨後歸貝歐巴所有，然後傳給貝歐拉和埃卡。最後，奧斯蒙國王從他的隨從埃拉買下這塊地，將它授予一名叫蒂德柏格的虔誠婦女。這份契約沒有註明日期，但是可以透過交叉比對文件中的人物出現在其他有紀錄日期的契約中的情況推算。在文件中，伊奧拉從貝赫弗里斯取得土地並賣給伍夫赫爾大約發生在705年，努納的簽名之後是某位叫奧斯里克的人，它可能是努納的共同統治者。在奧斯里克之後的見證人是埃德伯特和伊奧拉，兩人都可以判斷為神職人員
努納最後一份倖存的土地契約是在717年（文件中誤記為714年），由埃塞爾斯坦國王見證。
不久後，埃塞爾伯特成為薩塞克斯國王，但他的身分也只有透過土地契約才知道。埃塞爾伯特的統治時期不明，只知道他和733年的塞爾西主教西格菲爾斯為同時期的人物，這是因為西格菲爾斯見證了一份未註明日期的埃塞爾伯特土地契約，其中用拉丁文註明了薩塞克斯國王埃塞爾伯特（Ethelbertus rex Sussaxonum）。此後一直要到765年才有更多資料，當時一名叫埃爾德伍夫的國王授予土地，由另外兩位國王埃爾弗瓦爾德和奧斯拉克擔任見證人。在765和770年由奧斯蒙國王進行土地贈與，後者得到麥西亞國王奧法承認。
薩塞克斯王國的獨立大約在770年代初期結束。771年，麥西亞國王奧法征服了黑斯廷加領土，他可能是從已經支配的肯特王國進入薩塞克斯。到772年，他已控制整個薩塞克斯王國。奧法國王承認了兩份埃塞爾伯特國王的土地契約，並在772年授予自己薩塞克斯的土地，由「薩塞克斯領導人」（Dux Suðsax）奧斯瓦爾德擔任見證人。奧法很可能在此時併吞了薩塞克斯王國，因為原本使用王室頭銜的奧斯蒙、埃爾弗瓦爾德及奧斯拉克現在改用領導人（Dux）的頭銜署名。
奧法可能在776-785年间難以維持薩塞克斯的穩定，但在之後恢復控制。奧法於796年逝世，之後的幾年麥西亞權力崩潰，薩賽克斯重新成為一個獨立政治實體。
在825年的埃倫頓戰役戰役後，南撒克遜人向威塞克斯的埃格伯特投降，從那時起薩塞克斯就一直臣服於威塞克斯王國之下。根據《牛津國家人物傳記大辭典》，薩塞克斯可能要到827年才正式被威塞克斯併吞。薩塞克斯成為伯國，有時和肯特合併。855年，威塞克斯的埃塞爾伯特負責統治薩塞克斯和其他東南部小王國，並在他的兄長埃塞爾博爾德逝世後繼承威塞克斯王位，這才將薩塞克斯完全納入威塞克斯王權之下。

### 薩塞克斯伯國與戈德溫家族（860–1066年）
自895年以來，薩塞克斯不斷受到丹人襲擊直到克努特大帝即位，之後又有戈德溫家族和諾曼人的崛起。戈德溫可能是薩塞克斯本地家族，到懺悔者愛德華的統治結束時，該郡有三分之一都在該家族的掌控中。
一般認為薩塞克斯王室埃爾靈吉家族繼續在西撒克遜人的權威下以郡長(伯爵)身分統治薩塞克斯，一直到1066年諾曼征服為止。
982年，薩塞克斯郡長埃德溫逝世，埋葬在伯克郡的亞平敦修道院，那裡曾編纂一份《盎格魯-撒克遜編年史》手稿。在修道院的紀錄中，他被稱為「南撒克遜人的領袖埃德溫」（princeps Australium Saxonum, Eadwinus nomine）。埃德溫在遺囑中將財產贈與修道院，然而該文件沒有保存至今。該年稍早，埃德溫曾以埃德溫領袖（Eaduuine dux）之名擔任決策無方者埃塞爾雷德國王的契約見證人。在一份年份為956年（可能是976年的誤記）的偽造契約中也出現了埃德溫的名字。
在下個世代，薩塞克斯男爵伍夫諾斯·希爾德成為英格蘭政治的重要人物。1009年，由於他的行為導致英格蘭艦隊覆滅，到1011年薩塞克斯與英格蘭東南大部分地區都遭到丹人佔領。做為早期地方政府改革的案例之一，盎格魯撒克遜的傳統伯爵領地（ealdormanries）被丹麥國王廢除，由範圍更大但數量較少的伯國（earldoms）取代。伍夫諾斯·希爾德是戈德溫的父親，戈德溫於1020年被封為威塞克斯伯爵，他的領地便包含了薩塞克斯。1057年戈德溫逝世，威塞克斯伯爵爵位連同薩塞克斯領地由其子前東盎格利亞伯爵哈羅德繼承。
忏悔者爱德华早年流亡诺曼第，與诺曼人較親，他將斯泰寧的教堂給予遠在諾曼第的費康修道院長，並承認了黑斯廷斯、萊伊與溫奇爾西的土地贈與。愛德華還將博斯漢姆的港口和其他土地給予他的宮廷祭司奧斯本，奧斯本後來成為威廉的埃克塞特主教。這導致撒克遜貴族心生妒忌。自1049年始，不滿的撒克遜貴族開始和國王及即將到來的諾曼人發生衝突。戈德溫和他的次子哈羅德利用博斯漢姆和佩文西抵禦海賊襲擾以維持薩塞克斯海岸的和平。1049年，斯韋恩·戈德溫森誘騙其表親比翁到博斯漢姆並謀殺他，導致整個戈德溫家族被放逐。1051年，戈德溫、斯韋恩和托斯蒂從博斯漢姆逃往布魯日，接受托斯蒂之妻佛蘭德的朱迪絲的親戚佛蘭德伯爵博杜安五世庇護。他們在1052年重返薩塞克斯港口時受到熱烈歡迎，使得愛德華國王不得不恢復戈德溫家族的地位。

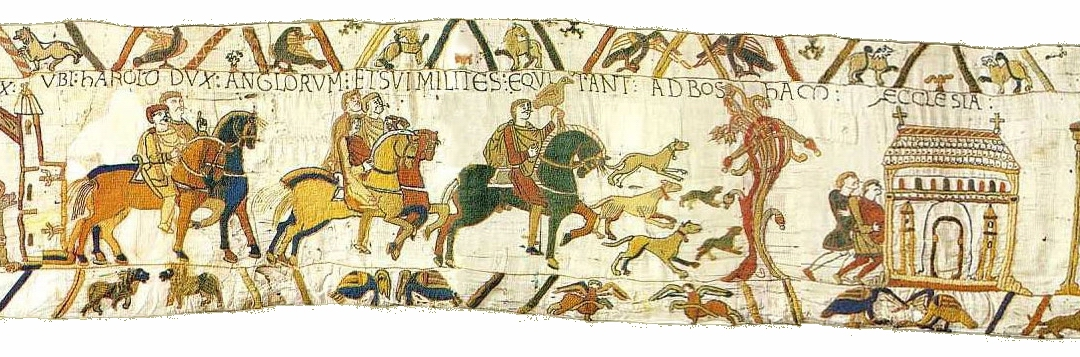
貝葉掛毯上，描繪1064年未来的英王哈罗德·戈德温森與他的骑士一起骑马前往博斯漢姆準備出航。

1064年，哈羅德從博斯漢姆出航，遭遇風暴被吹到諾曼第。諾曼地公爵威廉幫助了哈羅德，但也誘騙他支持自己成為下一任英格蘭國王。1066年10月14日，英格蘭最後一位撒克遜國王哈羅德二世在黑斯廷斯戰役中陣亡，英軍被征服者威廉擊敗。薩塞克斯所有的戰鬥人員可能都被動員到這場戰鬥中，因為該伯國的貴族們遭到殲滅，倖存者的土地都被沒收。伯國內的387座莊園裡至少有353座被交給了勝利的諾曼人，撒克遜人在薩塞克斯的權力就此終結。

## 社会與生活

### 軍事與防禦
維京人襲擊薩塞克斯最早的紀錄發生在895年，分散的農業社區特別難應對這些突襲。895年，奇切斯特居民殺死了上百位掠奪該地區的丹人。一名撒克遜貴族埃杜爾夫被任命組織薩塞克斯的防禦，但準備尚不充分時便染上瘟疫逝世。
阿佛列大帝下令建造一系列的堡壘市鎮和要塞，在遭遇威脅時從使周邊人口可以駐紮。英格蘭南半部的堡壘市鎮發展可見對重複不斷的襲擊問題非常重視。《部族藏書》中記載薩塞克斯共有五座堡壘市鎮：奇切斯特、伯漢姆、雷威斯、黑斯廷斯和埃爾佩布爾南。
在決策無方者埃塞爾雷德统治时期，丹人的威胁持續存在。《盎格魯-撒克遜編年史》記載994年和1000年，在薩塞克斯和鄰近地區的海岸有焚燒、掠奪、屠殺等事件的發生。最嚴重的襲擊發生在1009年，維京軍隊在冬季佔領了懷特島並襲擊薩塞克斯、漢普郡和伯克郡。
奇切斯特的直线街道规划發展自沿著城牆內壁環繞城市的道路，這是典型的堡壘市鎮特徵。這使駐軍便於保衛城鎮與大型外圍區域，讓農村的難民方便避難。

### 经济
帕青寶藏存放於約470年薩塞克斯王國建立時，其中的硬幣是在英格蘭發現最早的中世紀硬幣。出土的硬幣有五枚尚未裁邊的進口羅馬西里夸銀幣，可見當時已經停止給硬幣裁邊，不過造幣業可能早在數十年前羅馬帝國退出不列顛時便已崩潰。
在8世纪上半叶，薩塞克斯王国是有造幣產業的王国之一，考古中被稱為G系列的厚銀幣在塞爾西附近的一個造幣廠集中發現。 在埃塞尔斯坦國王重整英格兰貨幣後，造幣產業在英格蘭繁榮發展，这顯示10世纪時貨幣經濟已經回復。奇切斯特、雷威斯、斯泰寧都有鑄幣廠。西斯伯里的一座鐵器時代山丘堡壘似乎存在一座新建的臨時鑄幣廠，埃塞爾雷德統治時期堡壘被重建，作為丹人入侵時的避難索。西斯伯里的鑄幣廠似乎和奇切斯特有著密切合作，並沒有將其取代。到了諾曼征服前夕，阿倫德爾、佩文西和黑斯廷斯已存在更多的鑄幣廠。
雷威斯似乎因為海外貿易而繁榮，印有「LAE URB」字樣的當地硬幣最遠流通到羅馬。每當懺悔者愛德華的艦隊出海時，雷威斯就要支付20先令購買軍需品(當時每先令約值一頭牲畜)，由此可見雷威斯海上貿易的繁盛。這可能是諾曼王朝下蓬勃發展的五港同盟之起源。船隻沿著烏斯河至少可以航行到雷威斯以北。學者認為雖然薩塞克斯與其他英格蘭地區較為隔絕，但不掩蓋薩塞克斯與歐陸地區的繁榮貿易。到1060年代，雷威斯還設有牛隻集市。
根據1086年諾曼人進行的末日普查，盎格魯-撒克遜時代晚期的薩塞克斯沿海平原是英格蘭中最富有且人口密度最高的地區，但同樣在薩塞克斯的威爾德地區也是英格蘭經濟最落後的地區。此時的薩塞克斯已經形成以城市為中心的社區網絡，農民可以在15至30公里內找到市場設施。
農業似乎在薩塞克斯的沿海平原和丘陵地區蓬勃發展。幾個世紀以來，薩塞克斯沿海人口逐漸密集顯示當地的農耕環境在標準之上。威爾德地區主要發展養豬與牛隻的放牧業，放牧者在一年中分別居住在村莊中的「冬屋」，以及距離村莊約30公里遠的牧場「夏屋」。佩特沃斯附近保留了封閉的牧道系統與牧場遺址。
根據《末日審判書》記載，11世纪，薩塞克斯有個名為拉美斯利（Rameslie）的不明地點擁有100座鹽田用以從海水提取鹽份。漁業對薩塞克斯的經濟也很重要，雷威斯是鯡魚產業的重鎮，他必須為其海上漁業支付38,500條鯡魚為租金。

### 首都
在南撒克遜人的時代，他們可能沒有一個固定的首都。關於諾曼征服以前的英格蘭國王住所和行程證據太少，到11世紀西方任何地方也都還形成明確的首都概念。英格蘭的行政中心是以國王為核心的流動宮廷，國王可以在他領土上任何地方自由舉行會議。在羅馬時代，奇切斯特被稱為（字面解釋為「雷格尼王國的新原野」），作為雷格尼的首都，這是一個由提比略·克勞狄烏斯·科吉杜布努斯統治的羅馬從屬國。在羅馬人離開後，該城基本上已被遺棄。根據《盎格魯-撒克遜編年史》，薩塞克斯王國建立於塞爾西和奇切斯特地區，但並沒有考古證據支持。考古顯示出南撒克遜人的定居地最早在東薩塞克斯的烏斯河和卡克米爾河之間的低地建立。南撒克遜人從那裡逐步遷移到薩塞克斯西部，到了680年代，奇切斯特和塞爾西周邊地區已成為王國的政治和宗教中心。國王的居住地位於奇切斯特西南的奧雷歐雷格斯（Orreo Regis），威爾弗里斯則以塞爾西為宗教中心。羅馬人離開奇切斯特後，一直到9世紀都沒有證據顯示人民重新定居該地，直到威塞克斯的阿爾弗雷德大帝重建並加固其堡壘作為防禦丹人襲擊的計畫之一。

### 王权
薩塞克斯王国的政體是盎格鲁-撒克逊諸國最為模糊的國家之一。只有少數薩塞克斯國王的名字有留下紀錄，大部分王國的歷史也是透過其他王國的紀錄得知，且資料十分稀少。薩塞克斯王國可能比其他王國下放更多政治權力。在760年代的一段時間中，薩塞克斯領土內可能有多達四到五位國王，每位國王可能都統治其中一個部落的領土，也可能只是暫時的統治。黑斯廷加人可能有一段時間擁有自己的統治者，另有一支民族可能沿著阿杜爾河居住。
王國和國王之間存在著複雜的層級關係，例如7世紀時，麥西亞國王伍夫赫爾試圖增加對薩塞克斯的影響力，他將米恩瓦拉和懷特島的控制權讓給薩塞克斯國王埃塞爾威赫。懷特島有一位自己的國王阿爾瓦德，他可能承認了埃塞爾威赫國王的權威，埃塞爾威赫同時又承認伍夫赫爾的霸主地位。
薩塞克斯王國在麥西亞國王奧法統治之前是一個獨立的政治實體。七大王國多數都認同奧法的霸主地位，並在服從於麥西亞王國的前提下允許薩塞克斯統治者繼續存在，且當地一些莊園已經歸奧法所有。
9世纪時，薩塞克斯被西撒克逊人统治。威塞克斯國王埃塞爾伍爾夫的最終目的可能是要將威塞克斯王國和薩塞克斯東部地區、薩里、肯特和埃塞克斯分為兩個獨立但由同一王朝統治的王國，但由於他的兩個兒子早逝，使得第三個兒子埃塞爾伯特在兩個弟弟埃塞爾雷德和阿爾弗雷德的同意下在860年重新將王國統一。一個持續的「大威塞克斯」沿著英格蘭南岸形成，這既是因為國王早逝等意外造成，更可能是受到維京人入侵激起人民統一以應對外敵的意識。薩塞克斯雖不曾再獨立成為位在東邊的小王國，但也沒有被併入傳統的西撒克遜領土。在十世紀的大部分時間裡，薩塞克斯很可能由一位伯爵獨立管理。
上繳給王室的貢品與稅金會固定在名為國王屯（King's tun）的一些城鎮收集，通常會和國王駐留在該地區的住所分離。薩塞克斯有數個國王屯，從西到東分別是菲靈金士頓、濱海金士頓、以及雷威斯金士頓。盎格魯-撒克遜國王經常將英格蘭的國王屯當作集會所，聽取陳情或處理糾紛。根據显贵者埃塞尔斯坦述，他的祖母埃爾弗里達在埃塞靈嘉德內（Æthelingadene，近奇切斯特）有一座莊園，她可能在該處養育她的孫子們，也就是埃塞爾雷德二世的兒子們。這可能就是專為王儲所保留的莊園之一。

### 法律
薩塞克斯各地會舉辦民眾大會，例如在迪奇靈、庭赫爾（今博爾斯德）和馬德赫斯特。後兩者的地名便是源於舉辦過民眾大會的考古證據：庭赫爾（Tinhale）源自古英文（音近「庭」，集會之意）加上山丘，即會議山丘之意；馬德赫斯特則源自古英文（也有集會的意思），即樹木繁盛的集會山丘。在杜靈頓還有一個地方名為，意為會議山崗。
早期薩塞克斯以百戶區為行政單位，但缺乏後來作為地方政府的正式性，人們通常在戶外找方便的地方進行集會，例如在伊斯伯恩就用一棵大樹當集會所。一處名為迪爾（Dill，意為寄宿集會所）的地方就是薩塞克斯少數提供住所的會議舉行地。自10世紀始，百戶區在處理地方行政事務和司法的功能變得更為重要。在百戶區之內的一座橋梁（例如羅瑟橋百戶區（Rotherbridge hundred）一座橫跨西羅瑟河的橋）或一顆顯眼的樹木（例如堤普諾克百戶區（Tipnoak hundred）一顆名為提帕（Tippa）的橡樹）經常被當作是會議地點。
有紀錄顯示薩塞克斯在930年4月3日舉辦了一場全英格蘭規模的賢人會議，英格蘭王國首位國王埃塞爾斯坦與他的宮廷議員齊聚在阿倫河畔的萊敏斯特。埃塞爾斯坦統治時期還在薩塞克斯舉辦另一場賢人會議，可能是在雷威斯附近烏斯河畔的哈姆西舉行。
這時期的薩塞克斯只有很少的土地權狀紀錄留下。到了1060年代雷威斯可能已經成為了薩塞克斯的司法中心。

### 宗教
撒克遜人在5世紀羅馬軍隊撤離後抵達了薩塞克斯，並將他們的多神信仰帶進這塊土地，結果可能逆轉了本地基督教的傳播。
聖威爾弗里斯的傳記作者記載，在666年，威爾弗里斯的船在塞爾西附近的海岸擱淺並遭到襲擊，有一位異教祭司從山丘上對他們施法。比德還提到在饑荒時期曾有40到50人集體跳崖自殺，可能是為了安撫沃登神所做的犧牲。
埃塞爾威赫迎娶麥西亞王國的基督教國王伍尔夫尔之女艾菲(Eafe)，成為薩塞克斯王國的第一位基督教國王。西元681年，遭流放的約克大主教威爾弗里斯抵達塞爾西，向當地的居民傳播福音並建立薩賽克斯教會。埃塞爾威赫王賜予威爾弗里斯一塊地，成為塞爾西修道院的院址。根據比德所述，這是王國內最後一塊皈依的土地。雖然威爾弗里斯被認為是薩塞克斯王國皈依基督教的功臣，但在他抵達之前，居民們不太可能都是異教徒，國王也早已接受洗禮。一位南撒克遜人達米安努斯在650年代被任命為肯特王國的羅徹斯特主教，這顯示七世紀早期薩塞克斯已經有傳教活動。在威爾弗里斯傳教的同一時期，博斯漢姆有一座修道院，由一名愛爾蘭僧侶迪庫爾（Dicur）主持，可能是正在進行中的凱爾特傳教運動。威爾弗里斯作為羅馬教會傳統的擁護者，自然也讓薩塞克斯教會採用羅馬習俗，而非在蘇格蘭和愛爾蘭紮根的凱爾特習俗。
在埃塞爾威赫王將土地授予威爾弗里斯建造教堂後不久，威塞克斯國王卡德瓦拉殺害了埃塞爾威赫並征服薩塞克斯王國，薩塞克斯教會被交付溫徹斯特教區管轄。一直到大約西元715年，塞爾西修道院院長埃德伯特被祝聖為第一位南撒克遜人的主教才重新成為獨立的塞爾西教區（1075年遷移至奇徹斯特成為聖公會奇徹斯特教區）。
在7世纪末或8世纪初，一位可能出生在奇德漢的牧羊人庫斯曼拉著一輛獨輪車載著母親出發乞討，當他抵達斯泰寧時，他看見幻象便決定駐留建造一座教堂。庫斯曼後來被封為聖人，威塞克斯國王埃塞爾伍爾夫便在857年安葬於庫斯曼的教堂。斯泰寧是重要的宗教中心，聖庫斯曼之墓在10至11世紀時成為朝聖勝地。根據11世紀的聖徒傳記《聖徒的安息之地》手稿記載，另一位聖人聖庫斯夫雷德（St. Cuthflæd）被安葬在萊敏斯特修道院或其附近。根據比德紀錄，681年爆發了一場瘟疫摧殘了包含薩塞克斯的英格蘭一部份地區，塞爾西修道院的僧侶為結束瘟疫進行三天的禁食與祈禱。一位罹患瘟疫的男孩向聖奧斯瓦爾德祈禱並得到回應。據說聖彼得和聖保羅的幻象出現在男孩身上，告訴男孩他將是最後一個死去之人。
在斯泰宁建造的教堂是薩塞克斯地區約莫50座敏斯特教堂之一，這些教堂為周邊地區提供巡迴的神職人員。在維京時代以前，每座教堂的轄區似乎與當時的行政區域劃分相對應，直到10至11世紀被百戶區所取代。雖然薩塞克斯已經在680年代皈依基督教，但一直到兩三百年後才出現本地的教堂教區網絡。

### 奴隶制
威爾弗里斯獲得埃塞威爾德授予的土地後，第一件事便是建造修道院以解放250名被莊園主奴役的男女。這些人可能都是羅馬不列顛人的後代。這可能表示當時英格蘭有很高比例的奴隸人口，而原本羅馬時代的居民後代可能很多人都淪為奴隸。根據估算，薩塞克斯的奴隸人口比例為英格蘭最低，僅有約4%。而其他地方，如格洛斯特郡為25%，漢普頓郡有18%，肯特郡則為10%。

## 文化
有顯著證據顯示法蘭克文化對薩塞克斯王國和鄰近的肯特王國有著深遠影響；來自歐陸的某些著作甚至指出法蘭克王國將薩塞克斯王國和其他英格蘭東南小國的人民視為其政治附庸。
南撒克遜人在財富與社會地位的表現方式與北方的盎格魯撒克遜諸國有顯著的文化差異。在薩塞克斯與肯特王國，衣裝上的金屬飾品比北方更為樸素且有限。但考古證據顯示南撒克遜人有其他表現高階社會地位的方式，他們消費更多奢侈食品，並有豐富的建築表現，例如在畢曉普斯通畢曉普斯通一座帶有地窖的塔樓。

### 艺术
自6世紀以來，來自墨洛溫王朝的工藝品就出現在薩塞克斯、肯特和懷特島。這反映了薩塞克斯和高盧地區的跨海峽交流。墨洛溫王朝的服裝潮流在薩塞克斯沿岸、肯特、漢普夏與北高盧傳播。從5世紀前半至7世紀初在該地區的墓葬也能看出和高盧的持續聯繫。